# Gunnar Bergman (jurist)
Carl Gunnar Bergman, född 8 maj 1881 i Jakobs församling, Stockholm, död 17 januari 1938 i Danderyds församling, Stockholms län
, var en svensk rättslärd.
Bergman blev student vid Uppsala universitet 1899, juris utriusque kandidat 1904, juris utriusque licentiat 1909, juris utriusque doktor 1911, och docent i rättshistoria vid Lunds universitet 1910. Han blev professor där 1912 och vid Stockholms högskola 1934. Bland hans skrifter märks Studier i svensk servitutsrätt (två band, 1909-1926), Översikt av svensk rättsutveckling (1918), samt Köp och lösöresköp (1927). Bergman var även politiskt engagerad i debatten om jord-, hyres- och äktenskapslagstiftning.